# Profibus PA
Profibus PA (англ. Process Automation) — промышленная сеть, служит для соединения систем автоматизации и систем управления процессами с полевыми устройствами (например датчиками давления, температуры и уровня). Может использоваться для аналоговой (от 4 до 20 мА) технологии. Profibus PA использует основные функции Profibus DP передачи измеренных величин и состояния контроллера, а также расширенные функции Profibus DP для параметризации и операций с полевыми устройствами.
Протокол отвечает требованиям международного стандарта IEC 61158-2. Позволяет подключать датчики и приводы на одну линейную шину или кольцевую шину.